# Гормігуеро чорний
Гормігуе́ро чорний (Myrmoborus melanurus) — вид горобцеподібних птахів родини сорокушових (Thamnophilidae). Мешкає в Амазонії.

## Опис
Довжина птаха становить 12,5 см. Виду притаманний статевий диморфізм. Самці мають темне, попелясто-сіре забарвлення, живіт дещо блідіший. Обличчя, горло, крила і хвіст чорнуваті. На плечах білі смужки, на спині малопомітні біла пляма. Очі яскраво-червоні. У самиць верхня частина тіла і хвіст коричневі, на обличчі нечітка темна "маска". Нижня частина тіла білувата, груди мають охристий відтінок, боки коричнюваті. крила чорнуваті, на плечах білі смужки.

## Поширення і екологія
Чорні гормігуеро мешкають на північному сході Перу, в регіонах Лорето і Укаялі та в сусідніх районах Бразилії (на правому березі річки Жаварі, на крайньому заході штату Амазонас). Вони живуть в підліску варзейських лісів (тропічних лісів у заплавах Амазонки і її притоків) та на річкових островах. Зустрічаються на висоті до 200 м над рівнем моря.

## Збереження
МСОП класифікує цей вид як вразливий. Чорним гормігуеро загрожує знищення природного середовища.